# Paranadara taludae
Paranadara taludae is een tweekleppigensoort uit de familie van de Arcidae. De wetenschappelijke naam van de soort is voor het eerst geldig gepubliceerd in 2012 door Francisco, Barros & Lima.